# 原富太郎

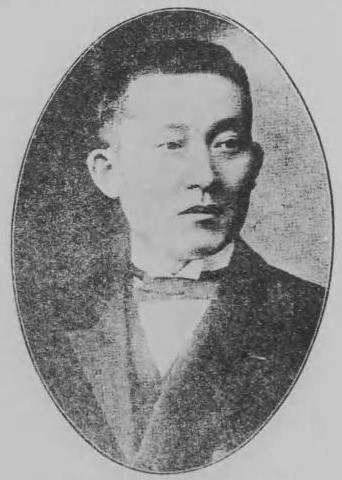
原富太郎

原 富太郎（はら とみたろう、慶応4年8月23日
（1868年10月8日） - 昭和14年（1939年）8月16日）は、日本の実業家、美術品収集家、茶人。号は三溪。美濃国厚見郡佐波村（現・岐阜県岐阜市柳津町佐波）出身。

## 略歴

原富太郎旧蔵の国宝の孔雀明王像（東京国立博物館）。原が井上馨から購入したもの。

青木久衛の長男として生まれる。小学校卒業後、儒学者の野村藤陰や草場船山に学ぶ。その後上京し、東京専門学校（現・早稲田大学）で政治学・経済学を学び、跡見女学校の教師を務める。1892年、横浜の豪商・原善三郎の孫であり、跡見女学校での教え子であった原屋寿（はら やす）と結婚して原家に入り、家業を発展させた。神奈川懸久良岐郡六浦荘村　を本拠地とし、絹の貿易により富を築いた。
また富岡製糸場を中心とした製糸工場を各地に持ち、製糸家としても知られていた。
1915年に帝国蚕糸の社長、1920年に横浜興信銀行（現在の横浜銀行）の頭取となる。
美術品の収集家や茶人として知られた。25歳頃から集め始めたコレクションは5000点を超え、没後に美術館や他の個人収集家に分散した。日本や中国の古美術品（書画や茶道具）を集めるとともに、同時代の画家（小林古径、前田青邨、横山大観、下村観山、今村紫紅、速水御舟、安田靫彦ら）の作品を購入したり、生活費を支給したりして援助したパトロンでもあった。没後、収集品は各地の美術館や個人に分散したが、2019年に開催された「横浜美術館開館30周年記念 生誕150年・没後80年記念 原三溪の美術 伝説の大コレクション」で展示された。
美術愛好家の実業家として、三井財閥の益田孝（鈍翁）ら政財界の要人と交流があった。仏画『孔雀明王像』（国宝）は明治末期、所有者の井上馨に懇望し、「1万円で譲る」と言われて、コレクションの一部を手放して購入した（当時の1万円は現在の3000万～5000万円に相当）。
横浜本牧に三溪園を作り、京都や鎌倉の古建築の建物を移築した。三渓園には1906年（明治39年）の開園時に「遊覧御随意」という直筆の門札を掲げ、援助した画家たちを招いて美術について語り合った。彼らの師である岡倉天心やインドの詩人ラビンドラナート・タゴール、子息の原善一郎と親交があった和辻哲郎や和辻に連れられた夏目漱石も来訪した。
1923年の関東大震災後には、横浜市復興会、横浜貿易復興会の会長を務め、私財を投じ復興に尽くした。自らの収集品を解説した『三渓帖』の版下が震災で焼けて、刊行を中止する憂き目にも遭っている。
三溪園は第二次世界大戦前より一部公開されていたが、戦後、原家より横浜市に譲られ、現在は公益財団法人三溪園保勝会により保存され、一般公開されている。
子に原善一郎のほか、原良三郎らがいる。原範行は孫の夫。